# Барьер (фильм, 1926)
«Барьер» (англ. The Barrier) — американский приключенческий фильм Джорджа У. Хилла 1926 года. Сценарий написан на основе одноимённого романа Рекса Бича.

## Сюжет
Спустя годы после спасения кладовщиком Гейлом своей подопечной Ниши от Беннетта, её отца, морского капитана, отец возвращается, чтобы найти свою дочь и отомстить.

## В ролях
- Норман Керри — Мид Баррелл
- Генри Вольтхолл — Гейл Гейлорд
- Лайонел Берримор — Старк Беннетт
- Марселин Дэй — Ниша
- Джордж Купер — сержант Мерфи
- Берт Вудрафф — Крик Ли
- Неол Мэй — Аллу
- Марио Карилло — Полеон
- Пэт Хермон — первый помощник
- Шеннон Дэй — мать Ниши